# مرايا 1984 (مسلسل)
مرايا 1984 مسلسل كوميدي سوري متعدد الأجزاء من إنتاج عام 1984. وهو الموسم الثاني من سلسلة مرايا للفنان ياسر العظمة التي بدأ إنتاجها عام 1982. يتناول المسلسل في حلقاته عدة قصص وحكايات بأسلوب كوميدي ناقد وساخر وينتقد الأوضاع الاجتماعية والسياسية.
المسلسل من فكرة وتأليف ياسر العظمة وإخراج هشام شتربجي

## الممثلون
- سامية الجزائري
- أحمد عداس
- هالة شوكت
- نادين الخوري
- سليم كلاس
- فاديا خطاب
- عبد الهادي الصباغ
- عبد الفتاح المزين
- أدهم الملا
- رياض نحاس
- توفيق العشا
- أديب شحادة
- محمد جبولي.

## الحلقات والأغاني
| الحلقات | الحلقات                                                                                                  | الحلقات                                                                                                  | الحلقات                                                                                                  | الأغاني                                                                                              | الأغاني                                                                                              | الأغاني                                                                                              |
| ------- | --- | --- | --- | --- | --- | --- |
| الأولى  | متشائم \| طلاق وقالب كاتو \| أولاد الحارة \| سفينة نوح                                                   | متشائم \| طلاق وقالب كاتو \| أولاد الحارة \| سفينة نوح                                                   | متشائم \| طلاق وقالب كاتو \| أولاد الحارة \| سفينة نوح                                                   | زعلان من بعض البشر \| ما باقدر احكي يا بنتي \| يا ابني يا بني \| توهمت                               | زعلان من بعض البشر \| ما باقدر احكي يا بنتي \| يا ابني يا بني \| توهمت                               | زعلان من بعض البشر \| ما باقدر احكي يا بنتي \| يا ابني يا بني \| توهمت                               |
| الثانية | تلفون \| موظف منتدب \| غيرت زوجي \| العطار \| فيديو الأحلام السعيدة \| الورثة \|                         | تلفون \| موظف منتدب \| غيرت زوجي \| العطار \| فيديو الأحلام السعيدة \| الورثة \|                         | تلفون \| موظف منتدب \| غيرت زوجي \| العطار \| فيديو الأحلام السعيدة \| الورثة \|                         | من مدة شهر وجمعة \| هادا منين واجا منين \| يا إم العيون السود \| جاي لدكاني \| حيرها جورها           | من مدة شهر وجمعة \| هادا منين واجا منين \| يا إم العيون السود \| جاي لدكاني \| حيرها جورها           | من مدة شهر وجمعة \| هادا منين واجا منين \| يا إم العيون السود \| جاي لدكاني \| حيرها جورها           |
| الثالثة | نصوص تلفزيونية \| اغراض الجيران \| الورثة \| بياع موضة \|                                                | نصوص تلفزيونية \| اغراض الجيران \| الورثة \| بياع موضة \|                                                | نصوص تلفزيونية \| اغراض الجيران \| الورثة \| بياع موضة \|                                                | كتبنا وما قصرنا \| طالعة تجيب المقلاية \| رايح احكي هالقصة \| مسعرة عندي الاصناف                     | كتبنا وما قصرنا \| طالعة تجيب المقلاية \| رايح احكي هالقصة \| مسعرة عندي الاصناف                     | كتبنا وما قصرنا \| طالعة تجيب المقلاية \| رايح احكي هالقصة \| مسعرة عندي الاصناف                     |
| الرابعة | ميكروجول \| الحرف الأول من اسمه \| تمثال \| زوجة خرسا \| عد للعشرة                                       | ميكروجول \| الحرف الأول من اسمه \| تمثال \| زوجة خرسا \| عد للعشرة                                       | ميكروجول \| الحرف الأول من اسمه \| تمثال \| زوجة خرسا \| عد للعشرة                                       | يللي ماسكلي السيجارة \| ردي علينا وحاكينا \| وشبهوني يا ليلى \| عندها جوز بيجبلها لوز \| فوتة الحمام | يللي ماسكلي السيجارة \| ردي علينا وحاكينا \| وشبهوني يا ليلى \| عندها جوز بيجبلها لوز \| فوتة الحمام | يللي ماسكلي السيجارة \| ردي علينا وحاكينا \| وشبهوني يا ليلى \| عندها جوز بيجبلها لوز \| فوتة الحمام |
| الخامسة | الدكتور والتلفون \| برامج إعلانية \| استاذ زرياب \| قصص واشاعات \| وحام صعب                              | الدكتور والتلفون \| برامج إعلانية \| استاذ زرياب \| قصص واشاعات \| وحام صعب                              | الدكتور والتلفون \| برامج إعلانية \| استاذ زرياب \| قصص واشاعات \| وحام صعب                              | والله لانصب تليفونين \| السمن كاف \| سمعت منه الكلام \| انا ياباني \|                                | والله لانصب تليفونين \| السمن كاف \| سمعت منه الكلام \| انا ياباني \|                                | والله لانصب تليفونين \| السمن كاف \| سمعت منه الكلام \| انا ياباني \|                                |
| السادسة | بيجامة خطيبها \| هيك فكرك \| مسافر على اثينا \| لا تؤجل عمل اليوم إلى الغد \| منقذة مسبح \| الشحاد الغني | بيجامة خطيبها \| هيك فكرك \| مسافر على اثينا \| لا تؤجل عمل اليوم إلى الغد \| منقذة مسبح \| الشحاد الغني | بيجامة خطيبها \| هيك فكرك \| مسافر على اثينا \| لا تؤجل عمل اليوم إلى الغد \| منقذة مسبح \| الشحاد الغني | جننتيني بطلباتك \| حق المعمل ضيعتوه \| يسلملي يللي عنده ذوق \| بالشركة انا وحداني \| حيرتيني يا مرتي | جننتيني بطلباتك \| حق المعمل ضيعتوه \| يسلملي يللي عنده ذوق \| بالشركة انا وحداني \| حيرتيني يا مرتي | جننتيني بطلباتك \| حق المعمل ضيعتوه \| يسلملي يللي عنده ذوق \| بالشركة انا وحداني \| حيرتيني يا مرتي |
| السابعة | ندوة اللغة العربية \| مونة البعثة \| مصعد البناية \| طبيب وتاجر \|                                       | ندوة اللغة العربية \| مونة البعثة \| مصعد البناية \| طبيب وتاجر \|                                       | ندوة اللغة العربية \| مونة البعثة \| مصعد البناية \| طبيب وتاجر \|                                       | سيدي يا سيدي سادتي \| كبة لبنية \| مشكلة عندي \| راسي عم يوجعني                                      | سيدي يا سيدي سادتي \| كبة لبنية \| مشكلة عندي \| راسي عم يوجعني                                      | سيدي يا سيدي سادتي \| كبة لبنية \| مشكلة عندي \| راسي عم يوجعني                                      |
| الثامنة | عملية تجميل \| وين بيت النقار \| فنانة حامل \| القطرميز \|                                               | عملية تجميل \| وين بيت النقار \| فنانة حامل \| القطرميز \|                                               | عملية تجميل \| وين بيت النقار \| فنانة حامل \| القطرميز \|                                               | عالموضا \| لما بتطلع عالرصيف \| لا تواخدني دكتور \| بيلحقوني بالشارع ليه                             | عالموضا \| لما بتطلع عالرصيف \| لا تواخدني دكتور \| بيلحقوني بالشارع ليه                             | عالموضا \| لما بتطلع عالرصيف \| لا تواخدني دكتور \| بيلحقوني بالشارع ليه                             |
| التاسعة | هرتي يا هرتي \| ثرثرة مقاهي \| مكياج ببلاش \| زوج في المنزل \| شو نكتب عالسيارة \| خطاب المدير \|        | هرتي يا هرتي \| ثرثرة مقاهي \| مكياج ببلاش \| زوج في المنزل \| شو نكتب عالسيارة \| خطاب المدير \|        | هرتي يا هرتي \| ثرثرة مقاهي \| مكياج ببلاش \| زوج في المنزل \| شو نكتب عالسيارة \| خطاب المدير \|        | لارميلك حالي من العالي \| اه اه منك يا مدام \| ردوا علي \| عاملها والله تجارة                        | لارميلك حالي من العالي \| اه اه منك يا مدام \| ردوا علي \| عاملها والله تجارة                        | لارميلك حالي من العالي \| اه اه منك يا مدام \| ردوا علي \| عاملها والله تجارة                        |

1. ↑  مسلسل - مرايا 84 - 1984 طاقم العمل، فيديو، الإعلان، صور، النقد الفني، مواعيد العرض، مؤرشف من الأصل في 2020-11-17، اطلع عليه بتاريخ 2021-03-02